# Polyphrix
Polyphrix är ett släkte av steklar. Polyphrix ingår i familjen brokparasitsteklar.
Kladogram enligt Catalogue of Life:
| Polyphrix | \| \| Polyphrix atlanticus \| \| \| \| \| \| Polyphrix cristatus \| \| \| \| \| \| Polyphrix varians \| \| \| \| |
|           | \| \| Polyphrix atlanticus \| \| \| \| \| \| Polyphrix cristatus \| \| \| \| \| \| Polyphrix varians \| \| \| \| |
|           | Polyphrix atlanticus                                                                                             |
|           | |
|           | Polyphrix cristatus                                                                                              |
|           | |
|           | Polyphrix varians                                                                                                |
|           | |